# Bargstedt (Nedersaksen)
Bargstedt is een gemeente in de Duitse deelstaat Nedersaksen. De gemeente maakt deel uit van de Samtgemeinde Harsefeld in het Landkreis Stade. Bargstedt (Nedersaksen) telt 2.053 inwoners.

## Geografie, infrastructuur

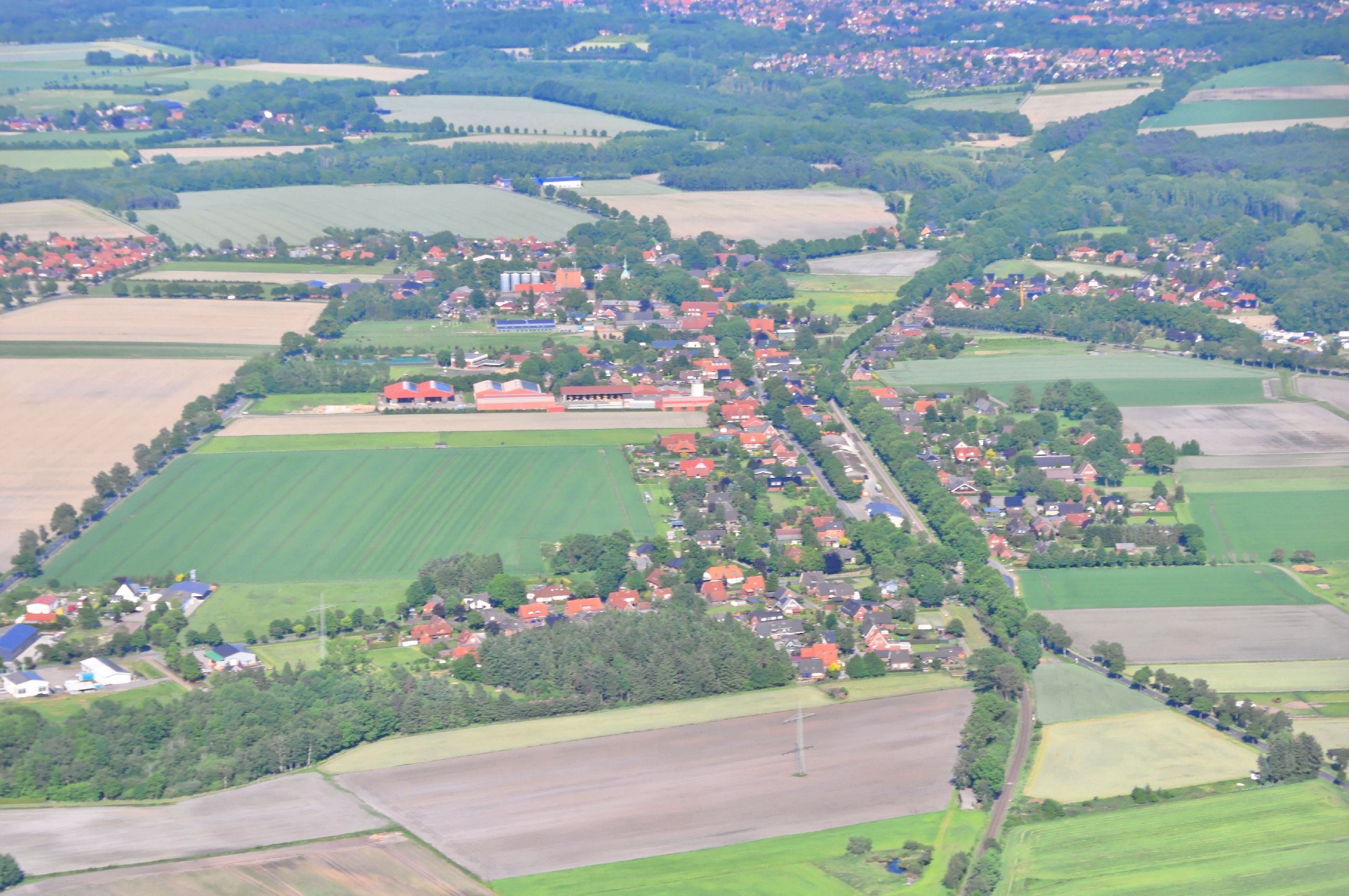
Luchtfoto (2013) van Bargstedt. Het westen is onderaan de foto. Op de achtergrond Harsefeld.

De gemeente bestaat uit de dorpen Bargstedt en het 1½ kilometer daarvandaan in oost-noordoostelijke richting gelegen Ohrensen. Ongeveer 3 km ten noorden van Bargstedt ligt nog het kleine, langgerekte dorpje Frankenmoor, een veenkolonie en het ten oosten daarvan gelegen hoogveenreservaat van dezelfde naam, en dat een oppervlakte van 102 hectare heeft.
De hoofdplaats van de Samtgemeinde, Harsefeld, ligt ongeveer 4 km ten oosten van Bargstedt.
Bargstedt wordt in het zuidoosten begrensd door een bochtig, onbevaarbaar riviertje, dat de naam Aue draagt en dat noordoostwaarts naar Horneburg stroomt, daar overgaat in de Lühe , en uiteindelijk bij Grünendeich uitmondt in de Elbe. De Aue wordt op veel plaatsen door fraaie natuur omgeven, waaronder percelen ooibos.
Het landschap rondom Bargstedt wordt als Geest, geestgrond, omschreven. Het lijkt op dat van de Nederlandse provincie Drenthe en is een afwisseling van hoog- en laagveen, beboste, lage, heuvels van zandgrond, en boerenland.
Bargstedt grenst in het noorden aan alle drie de deelgemeenten van de Samtgemeinde Fredenbeck.
Bargstedt, dat halverwege Brest (Nedersaksen) en de Flecken Harsefeld ligt, heeft, aan de zuidkant van het dorp, een spoorweghalte aan de lijn tussen Bremervörde en Station Harsefeld. Zie: Spoorlijn Bremerhaven-Wulsdorf - Buchholz.

## Economie
Te Bargstedt is de landbouw, waaronder ook intensieve vee- en pluimveehouderij, nog van vrij grote economische betekenis; in het dorp staat de hoge silo van een kleine veevoederfabriek. Na de Tweede Wereldoorlog groeide het dorp door enige instroom van Heimatvertriebene, Duitse vluchtelingen uit o.a. silezië, en vooral na 1970 van woonforensen uit o.a. Hamburg. In die tijd begon ook het toerisme ( fietsroutes) op te komen. Bargstedt beschikt over relatief veel kleine, ambachtelijke bedrijven in de bouwnijverheid en installatiebranche.

## Geschiedenis
Bargstedt is vermoedelijk ontstaan rond 1200. Bij Ohrensen heeft wellicht reeds in de 9e eeuw een walburg gestaan met daarop een kasteel met de naam Ohrenburg. Hiervan is nagenoeg niets meer bewaard gebleven.
Op 10 april 1793 werden de kerk en tientallen huizen in het dorp Bargstedt door brand verwoest. Opvallend is, dat twee dagen eerder ook het naburige dorp Dollern, 15 km ten noordoosten van Bargstedt, door een grote brand was geteisterd. Na deze brand werd de kerk vervangen door het huidige gebouw, dat in 1801 werd ingewijd. In 1972 werd de kerk voorzien van nieuwe glasramen van de hand van de toen reeds beroemde kunstenaar Charles Crodel'.
Andere historische gebeurtenissen van meer dan plaatselijke betekenis zijn, afgezien van bestuurswisselingen, niet overgeleverd.

## Afbeeldingen

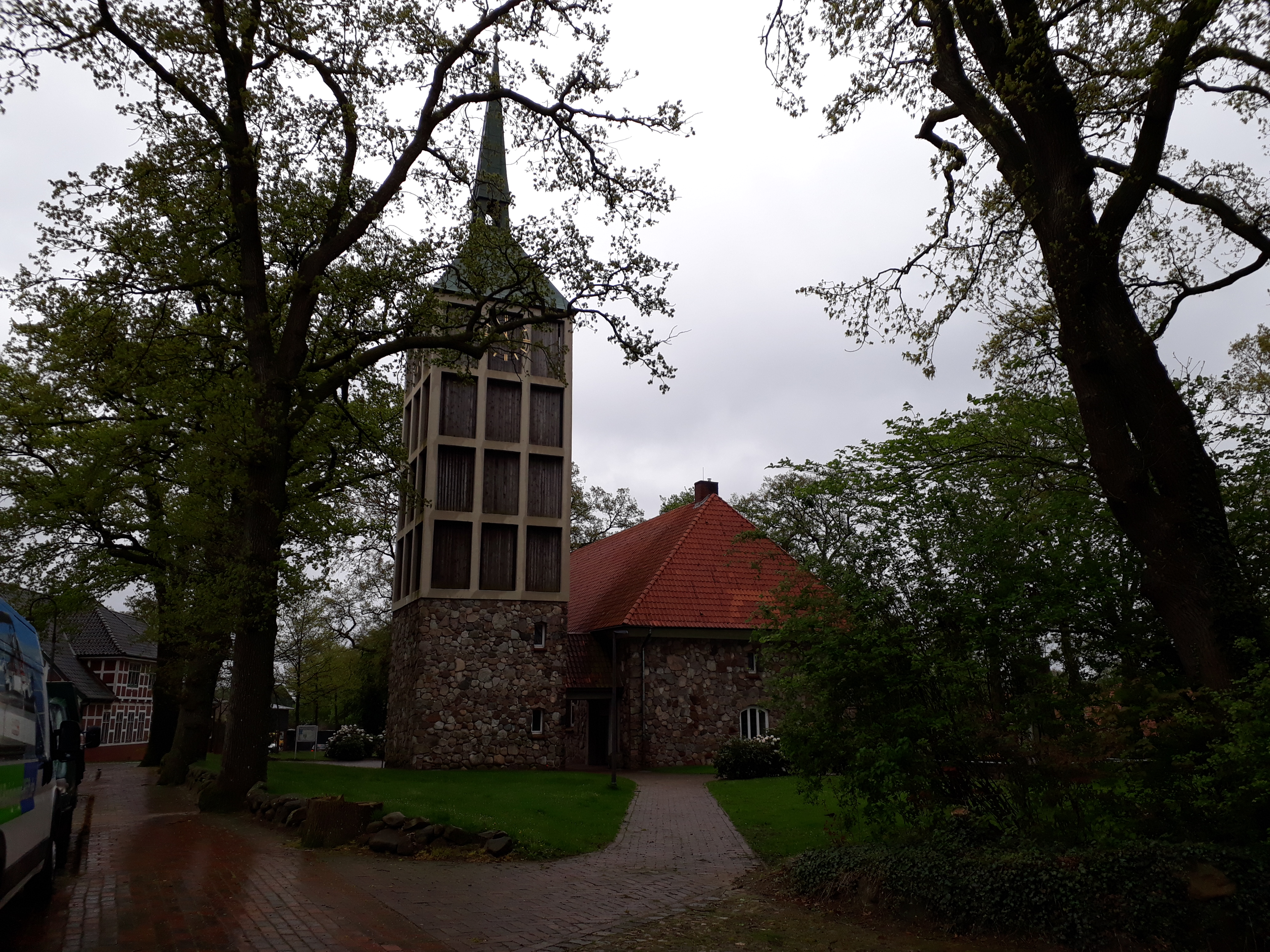
Evang.-lutherse Sint-Primuskerk, Bargstedt
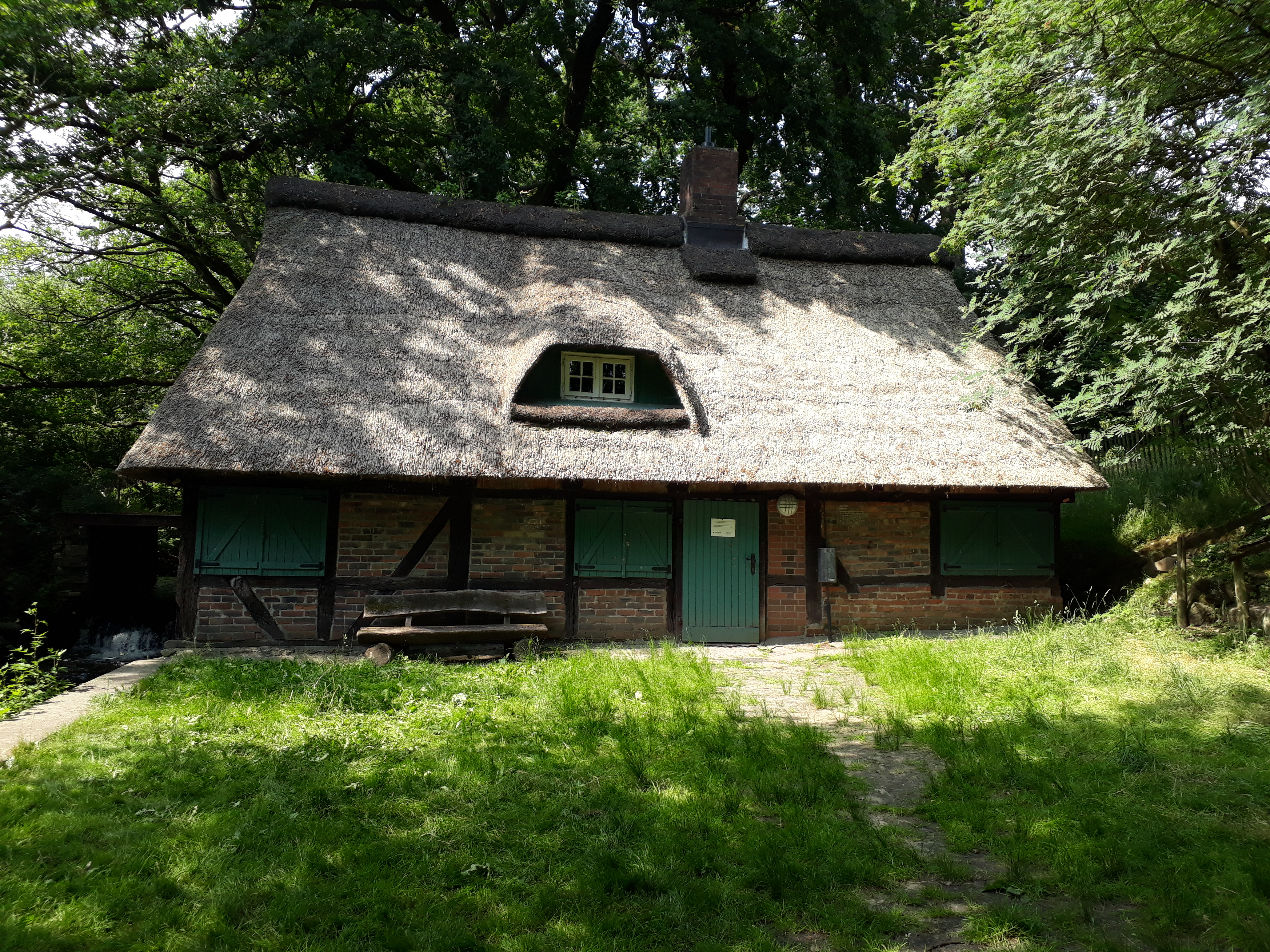
Oude volmolen te Ohrensen
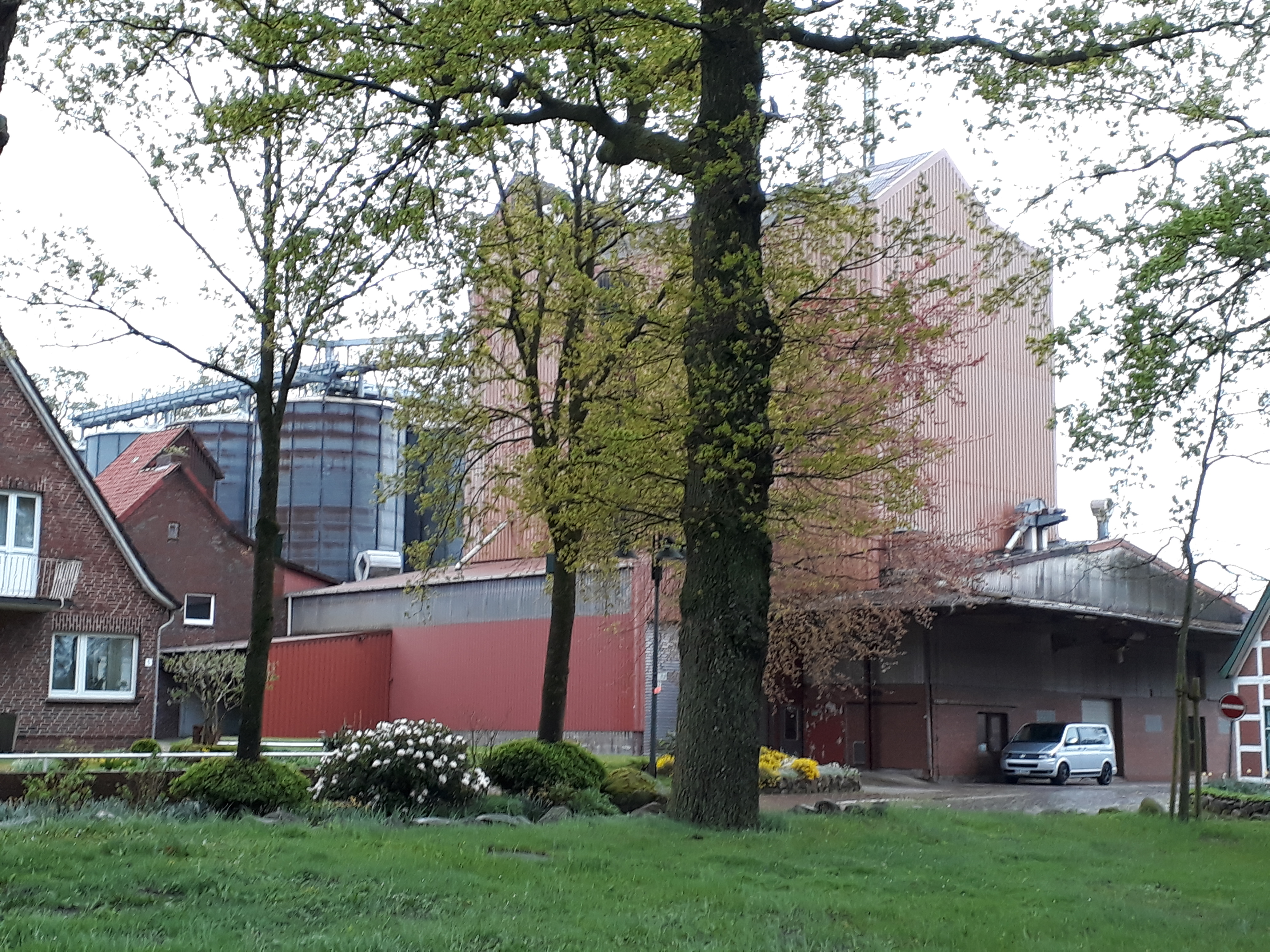
Silo veevoederfabriek in Bargstedt
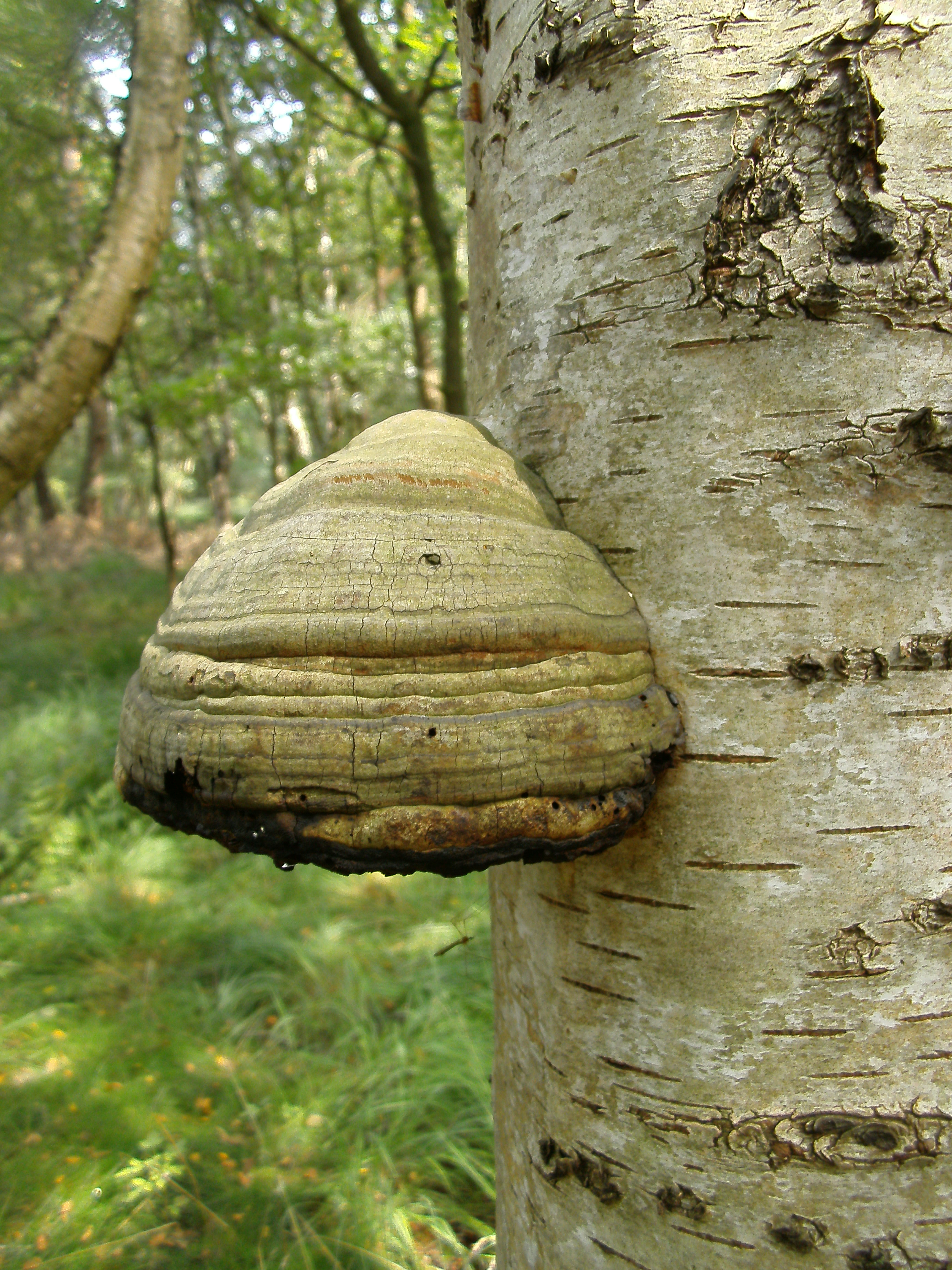
Berk met zeer grote tondelzwam, natuurreservaat Frankenmoor